# Troense
Troense er en satellitby på Tåsinge med 1.428 indbyggere  (2024), beliggende på den nordøstlige del af øen ved den østre udsejling fra Svendborgsund fem kilometer syd for Svendborg. Byen tilhører Svendborg Kommune og er beliggende i Region Syddanmark.
I læ af Bregninge Bakke skyder Troense sig fra Pilekrogens gamle naturhavn mod øst og sydpå til de vidtstrakte herregårdsmarker mellem byen og Valdemars Slot kun et par kilometer væk. Beliggenheden mellem havets muligheder, herregårdens bånd og den nære købstad har været bestemmende for byens udvikling og stagnation. I dag er Troense en forstad til Svendborg med en velbesøgt lystbådehavn, et par hoteller, søfartsmuseum, postkontor, et par specialforretninger og lokale håndværk. I 2004 ramte butiksdøden byens sidste købmand og bager, men i 2016 åbnede købmandsbutik Storms Hjørne igen, denne gang foreningsdrevet med frivillige ansatte.

## Historie
Troense bestod i middelalderen af to småbebyggelser ved Pilekrogen og ved Grønnegades sydlige del. I 1750 nedlagde kammerherre Niels Juel gårdene mellem de to
bebyggelser og opførte i stedet huse langs Grønnegade med lange, smalle haver bagud. Samtidig søgte han at få husmændene til at slå sig på frugtavl. Det blev en succes. På kysten til Svendborgsund blev der bygget skibe, som bragte frugten til København og andre byer. Efterhånden opstod der en vidtstrakt stykgodssejlads på Nordsøen og i Østersøen. Før 1850 sejlede skibe fra Troense på langfart til Amerika og Asien. Troense blev et søfartssamfund. I næsten alle de omkring 100 fæstehuse boede der søfolk eller skibbyggere. Troense havde i 1801 536 indbyggere, i 1840 930 indbyggere, i 1860 1010 indbyggere, i 1870 982 indbyggere, i 1880 947 indbyggere. Sejlskibene blev udkonkurreret af motorskibe og jernbane. Troense blev nu mål for en ny tids ferie og badegæster. Efter indvielsen af Svendborgsundbroen i 1966 blev byen endegyldigt en forstad til Svendborg. Nu er indbyggertallet i det gamle Troenses omkring 200 huse atter som omkring 1860.

## Bebyggelsen
Troense har i vidt omfang bevaret den struktur, der blev fastlagt ved midten af 1700-tallet. Ældst er bebyggelsen i Strandgade, Badstuen og i Grønnegade. Karakteristisk er de mange tætliggende længehuse med facaden og en smal forhave mod gaden, medens den store brugshave i mange tilfælde strækker sig flere hundrede meter bagud. Troense Strandvej blev anlagt omkring 1765 med større afstand mellem husene og mindre havedybde, derfor præges den ny by af, at der her har kunnet bygges nyt mellem de ældste huse. Husene langs Lodsvej blev opført som arbejderboliger for Valdemars Slot først i 1800-tallet. Området mellem Lodsvej, Troense Strandvejs og Grønnegades haver, hvor nu Mærskgården og bebyggelsen langs Slotsalleen ligger, blev først bebygget fra slutningen af århundredet. Indtil da var det markjord for flere husfæstere. Over 30 huse er fredet, og den bevarende byplanvedtægt for den gamle søfarts- og haveby fra 1976 ventes revideret og forbedret i 2004.

## Kuriosa
Troense, Fiskerleje i Bregninge sogn på Thorseng, har ganske udseende af en lille flække, og indeholder omtrent 100 gårde og huse, med 600 beboere. Ej ubetydelig skibsfart drives med 21 fartøjer, også haves et hospital, en almueskole og en navigationsskole. Troense er især berømt for sit skibsbyggeri, hvilken kunst her drives til en sjælden grad af fuldkommenhed. Omegnen og vejen fra Troense til Vindeby (1/2 mil) frembyder de skønneste udsigter.
Kilde: Provincial-Lexicon over Danmark, Odense, Hempel 1830